# Красне (Гур'євський міський округ)
Красне (рос. Красное) — селище Гур'євського міського округу, Калінінградської області Росії. Входить до складу Низовського сільського поселення.
Населення —  35 осіб (2015 рік). 

## Населення
| 2002 | 2010 |
| ---- | ---- |
| 44   | ↘35  |